# Alaskan Independence Party
Die Alaskan Independence Party (AIP, deutsch Alaskische Unabhängigkeitspartei) ist eine politische Partei im US-Bundesstaat Alaska. Ideologisch konservativ ausgerichtet, fordert die Partei unter anderem eine verstärkte Kontrolle Alaskas über Angelegenheiten, die den Bundesstaat selbst betreffen, vor allem Landerschließungsrechte. Darüber hinaus setzt sich die AIP unter anderem für freien Waffenbesitz, Heimunterricht für Kinder und die Zurückdrängung des Staates aus dem Alltag der Bürger ein.
Gegründet 1984, zweifelt die Partei die Rechtmäßigkeit des Referendums aus dem Jahr 1958 an, mit dem der Beitritt Alaskas zu den USA beschlossen wurde. Parteigründer Joe Vogler äußerte: „Ich bin ein Bürger Alaskas, kein Amerikaner. Ich habe für Amerika und seine verdammten Institutionen nichts übrig“.
Frühere Überlegungen innerhalb der Partei, einen Beitritt zum kanadischen Bundesstaat anzustreben, werden inzwischen kaum noch diskutiert. 
Auf US-Ebene ist die Partei eng mit der rechtskonservativen Constitution Party verbunden. Von 1990 bis 1994 stellte die Partei mit Walter Hickel den Gouverneur von Alaska.
Die Gouverneurin von Alaska und Vizepräsidentschaftskandidatin der Republikaner im Jahr 2008, Sarah Palin, soll Medienberichten zufolge Mitglied der AIP gewesen sein. 2008 begrüßte sie Mitglieder eines Parteitags in ihrer Eigenschaft als Gouverneurin. Die politische Website Talking Points Memo berichtete am 2. September 2008, dass ihr Ehemann Todd von 1995 bis 2002 eingetragenes Parteimitglied gewesen sei.
Die AIP wird im Politdrama Game Change – Der Sarah-Palin-Effekt (2012) erwähnt. Das Beraterteam John McCains erfährt von der Mitgliedschaft von Palins Mann in dieser Partei, was als Problem angesehen wird.